# Górowanie Słońca
Górowanie Słońca – moment doby słonecznej, w którym Słońce znajduje się na największej wysokości kątowej nad horyzontem, czyli góruje. Inaczej mówiąc, jest to moment przejścia Słońca przez południk niebieski. Wysokość tej kulminacji jest inna dla każdego dnia w roku, co jest spowodowane pochyleniem osi ziemskiej do płaszczyzny jej orbity (a więc i ekliptyki).
Znając wysokość kulminacji i dzień w roku, można obliczyć szerokość geograficzną miejsca obserwacji, a znając czas górowania i posiadając dokładny zegar, można obliczyć długość geograficzną. Ze względu na duże różnice w określaniu momentu lokalnego południa, spowodowanego eliptycznością orbity Ziemi, konieczne jest uwzględnianie równania czasu (które może przesuwać czas lokalnego południa nawet o 16 minut).